# Premier League Malti 1936-1937
Il campionato era formato da quattro squadre e il Floriana vinse il titolo.

## Classifica finale
| Pos. | Squadra           | G | V | N | P | GF | GS | Punti |
| ---- | ----------------- | - | - | - | - | -- | -- | ----- |
| 1    | Floriana          | 6 | 3 | 2 | 1 | 10 | 6  | 8     |
| 2    | Hibernians F.C.   | 6 | 2 | 2 | 2 | 5  | 6  | 6     |
| 3    | Sliema Wanderers  | 6 | 1 | 3 | 2 | 7  | 5  | 5     |
| 4    | St. George's F.C. | 6 | 2 | 1 | 3 | 5  | 10 | 5     |